# 社会助长
社会助长（英語：Social facilitation）或稱社會促進，是指人们在完成简单任务或熟练任务时，如果有观察者在场（观众效应），或者有竞争者（合作者效应），将会激发起优于独处时的表现的倾向。但是对于复杂任务或不熟练任务，情况则相反，常会出现表现较次的情形。对于人类，关心他人意见者，以及在不认识观众的情况下，这种效应表现得最为强烈。